# 이한구 (법조인)
이한구(李澣九, 1938년 ~)는 제26대 전주지방법원장을 역임한 법조인이다.